# Peter Joseph Savelberg
Petrus (Peter) Joseph Savelberg (Heerlen, 10 februari 1827 - aldaar, 11 februari 1907) was een Nederlandse priester en congregatiestichter.

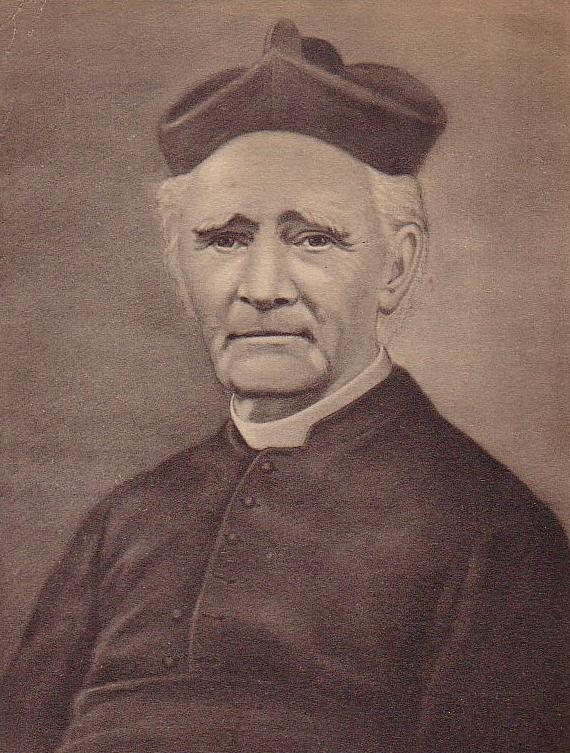
Peter Joseph Savelberg

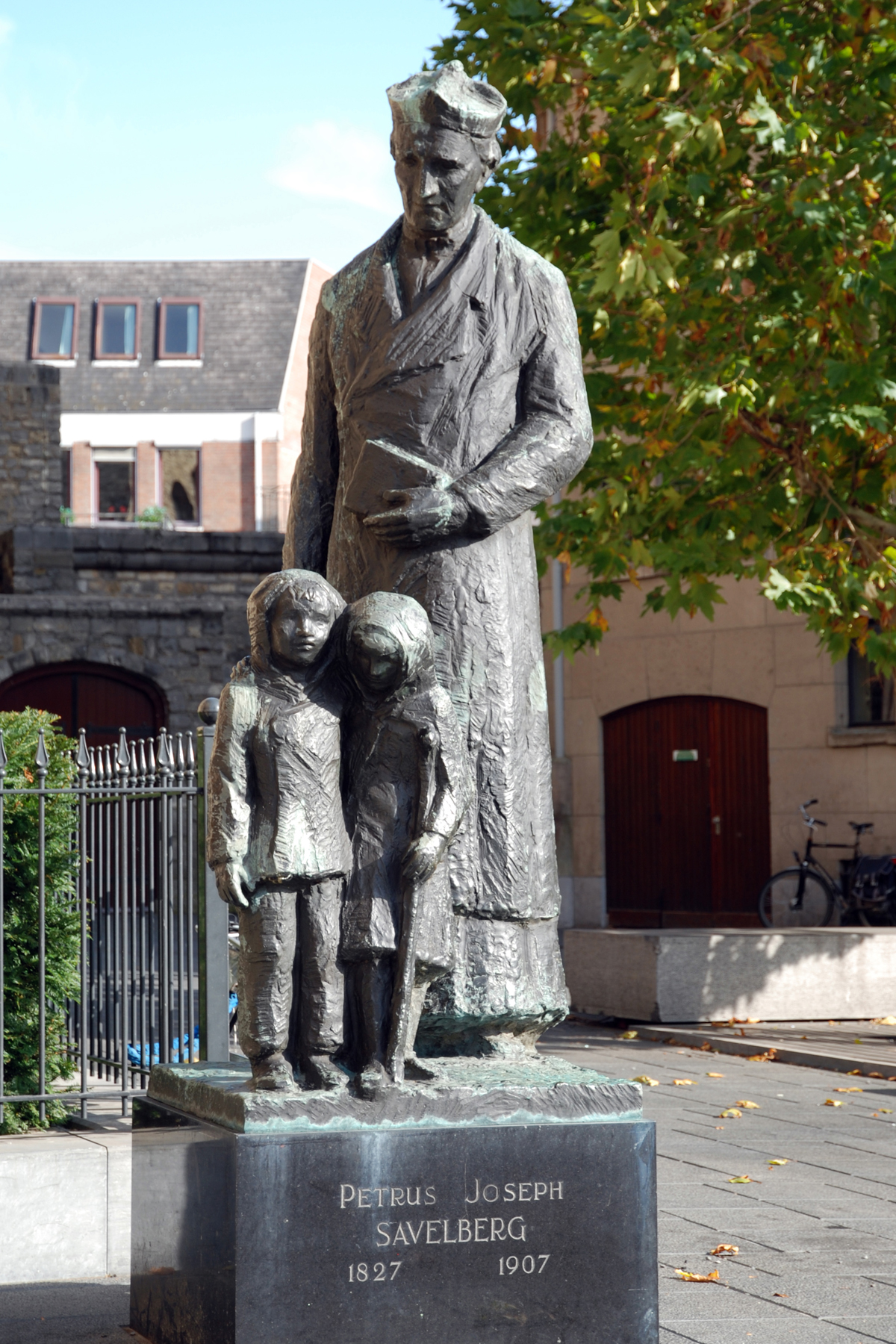
Peter Joseph Savelberg, rooms-katholiek priester en stichter van twee congregaties

Savelberg ging naar school in Heerlen en volgde twee jaar, in 1843 en 1844, de handelsschool in Rolduc. Daarna vertrok hij naar zijn broer Balthasar Savelberg, die in Brussel een glasfabriek leidde. Omdat hij er niet kon wennen, keerde Savelberg terug naar Heerlen. Tussen 1846 en 1849 zat hij weer op Rolduc en vanaf 1849 was hij seminarist in Roermond. Savelberg werd in 1852 tot priester gewijd. Van 1853 tot 1856 was hij docent aan het bisschoppelijk college van Roermond.
In 1856 werd hij rector van de Franciscanessen van Heythuysen, voor wie hij in het door hen geleide meisjespensionaat Nonnenwerth bij Bonn werkzaam was. In 1863 riep de bisschop hem terug en maakte hem kapelaan in Schaesberg; in 1865 werd hij kapelaan van de Sint-Pancratiuskerk in Heerlen. In deze tijd maakte de Katholieke Kerk in Limburg een opleving door, mede als gevolg van het herstel van de bisschoppelijke hiërarchie in 1853. Tegelijkertijd ontstond in deze periode een werkloosheidsprobleem onder de bevolking en nam de armoede van de Limburgse plattelandsbevolking toe. Hierdoor ontstond onder meer seizoensmigratie naar de industriegebieden in België en Duitsland. De traditionele gezinsverhoudingen kwamen onder druk te staan en men kwam tijdens de migratie in aanraking met andersoortige gezagsverhoudingen en opvattingen daarover. Uit bezorgdheid over toenemend alcoholisme, leegloperij, liberalisme en andere ontsporingen begon Savelberg als kapelaan een Sint-Vincentiusvereniging. In 1867 stichtte hij in Heerlen een gasthuis voor onbemiddelde wezen en bejaarden. Uiteindelijk richtte hij ter ondersteuning van deze mensen een zustercongregatie op. Op 21 juni 1872 stichtte Savelberg de congregatie van de Kleine Zusters van de Heilige Joseph. In 1874 stichtte hij ook de congregatie van de Broeders van de Heilige Joseph. Daarbij werd hij geïnspireerd door Duitse religieuzen, die in Limburg vele huizen stichtten, nadat zij als gevolg van de Kulturkampf Duitsland hadden moeten verlaten. Savelberg bleef in deze periode nog steeds gewoon kapelaan in Heerlen, totdat hij in 1879 werd vrijgesteld en zich geheel kon wijden aan de reeds gestichte congregaties.    
Het werk van beide congregaties richt zich op jeugdzorg, kinderopvoeding en onderwijs van wezen en op verzorging van bejaarden. In 1904 nam Peter Savelberg met de arts Frans de Wever het initiatief tot oprichting van het Sint-Jozefziekenhuis in Heerlen, waarvan de naam als gevolg van de ontkerstening in de jaren zeventig werd gewijzigd in De Wever-ziekenhuis, later Atriumziekenhuis en sinds 2015 Zuyderland Medisch Centrum. In hetzelfde jaar 1904 werd Savelberg benoemd tot pauselijk geheim kamerheer.
Na de dood van de congregatiestichter bleven de congregaties groeien. In 1887 werd een eerste vestiging in Vlaanderen opgericht. Een belangrijke bijdrage leverden de congregaties aan de missie in China, Irian Jaya (sinds 1938) en Kenia (sinds 1963). De congregaties telden in 1930 ruim 1500 zusters en broeders verdeeld over ruim vijftig huizen. Het zaligverklaringsproces van Savelberg werd door het bisdom Roermond in 1932 geopend. Sinds 28 november 1988 geldt Peter Joseph Savelberg als eerbiedwaardig dienaar Gods.

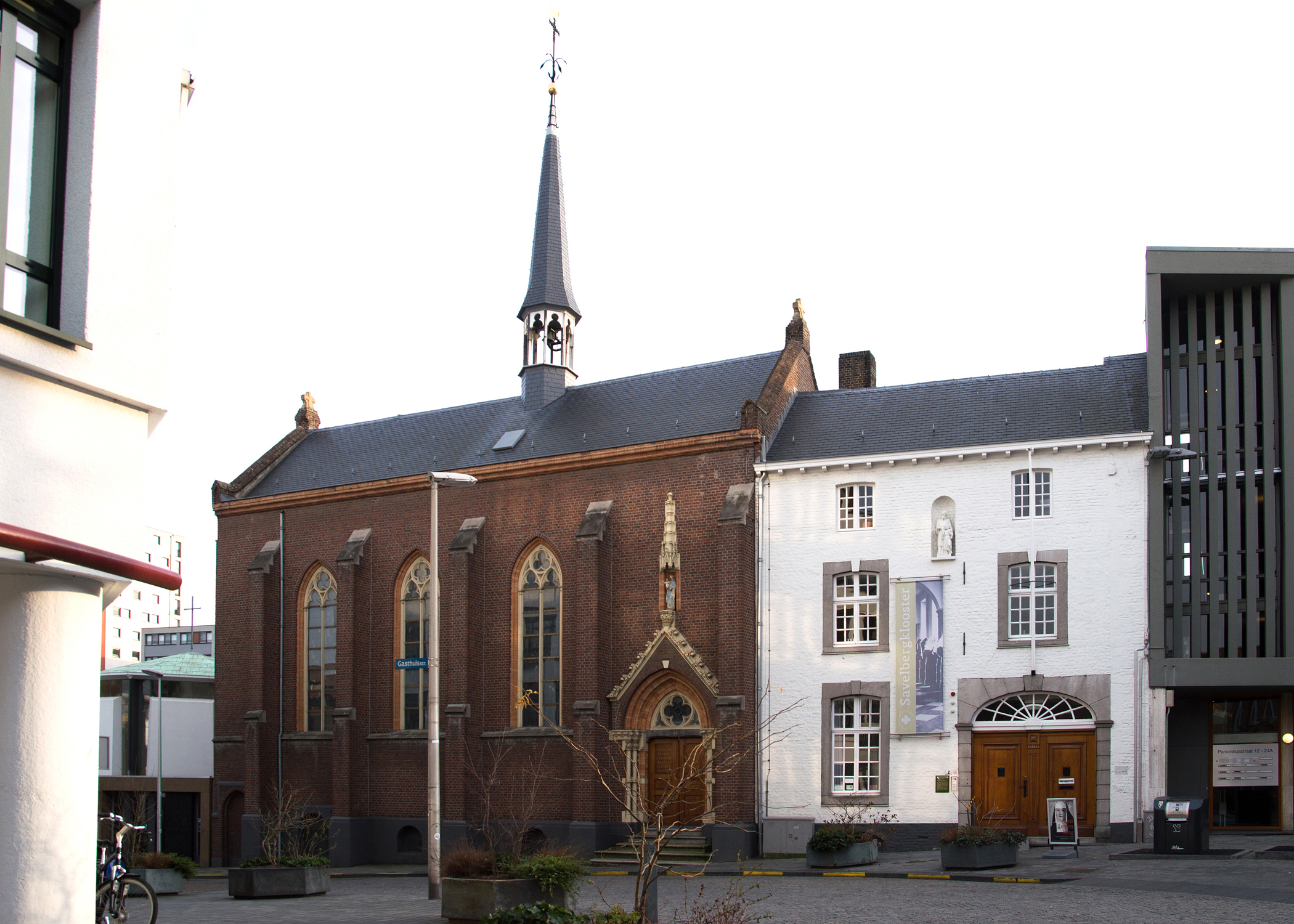
Kapel Savelbergklooster en bijbehorend woonhuis van de Kleine Zusters van de H. Joseph aan de Gasthuisstraat te Heerlen.

In 1959 werd voor het graf van Savelberg een kapel in de Gasthuisstraat in Heerlen gebouwd, dat een aanbouw is aan het oude zusterklooster. In dat kloostergebouw bevindt zich de kamer van Savelberg in originele staat. Zowel de vertrekken als de tombe van Savelberg worden nog steeds frequent bezocht. De verering is echter vooral van regionaal karakter. Het graf van Savelberg zal op termijn worden verplaatst naar de nabijgelegen Pancratiuskerk. De kroonluchter boven het hoogaltaar is naar Savelberg vernoemd en bevat een Savelbergreliek. Een standbeeld van Savelberg staat op het plein voor de kerk.
Ook buiten Limburg heeft Savelberg sporen nagelaten. In Gouda staat een zorgcentrum met zijn naam, in 1971 gesticht door Kleine Zusters van de H. Joseph. In diverse plaatsen in Zuid-Limburg bevindt zich een Mgr. Savelbergstraat of -laan.